# 朝鮮総督府鉄道マテニ形蒸気機関車

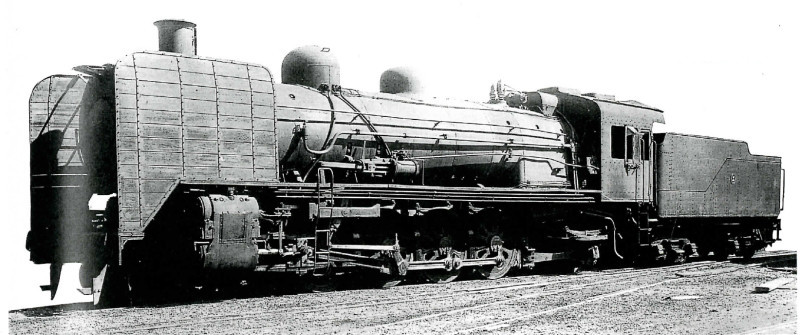
マテニ型のメーカー公式写真

朝鮮総督府鉄道マテニ形蒸気機関車は、かつて日本統治時代の朝鮮で朝鮮総督府鉄道が使用した旅客用テンダー式蒸気機関車である。形式称号の「マテニ」とは、ホワイト式車輪配置4-8-2（日本式2D1、アメリカ式「マウンテン」）の第2形式であることを意味する。

## 概要
戦時中に旅客輸送が急増した京元線・咸鏡線の勾配線区で用いるため製造された。これらの線区ではテホでは力が足りず、従前貨物用のミカサが旅客用にも用いられていた。冷涼な朝鮮半島北部で用いられるために密閉キャブが採用された。また京釜線の普通列車でも用いられた。北朝鮮では2003年まで現役で走っていたことが確認されている

## 製造
1943年から1945年にかけて川崎重工業で33両が製造されたとされる。その一方、「鉄道ジャーナル」1969年8月号では終戦時点で20両在籍としている。南北分断後の正確な両数は不明である。

## 朝鮮戦争での被害と保存措置
朝鮮戦争末期、中国軍の攻勢によって南へ退却する国連軍とともに南下してきたマテニ型が長湍駅構内で1950年12月31日に爆撃を受け破壊された。その後も長らく放置されていたが、2006年11月に保存措置が行われ、軍事境界線を望む臨津閣の「自由の橋」南端に展示されるようになった。この保存措置には2年を要し、錆の進行を止める除去作業だけでも10人の専門家が6か月を費やしている。費用は製鉄会社のポスコが負担した。
- 朝鮮戦争で破壊され、保存措置が行われる前のマテニ型
- 臨津閣にて保存・展示されているマテニ型
- 臨津閣のマテニ型（後部）

## 主要諸元
- 車輪配列 : 2D1(4-8-2)
- 使用圧力 : 14.0kg/cm2
- 最大気筒牽引力 : 20010kg
- 機関車重量(運転整備時) : 112.82t
- 最大長 : 23,422mm
- 最大高 : 4,600mm
- 動輪直径 : 1,520mm
- 許容最高速度 : 90km/h